# دورنگار سیاه
دورنگار سیاه یا فکس سیاه (به انگلیسی: Black fax) اصطلاحی است برای اشاره به فکس‌هایی که با هدف مزاحمت ارسال می‌شوند. این فکس‌ها شامل یک یا چند صفحه کاملاً سیاه هستند. هدف فرستنده این نوع فکس‌ها صرفاً مصرف حداکثری جوهر، تونر و کاغذ دریافت‌کننده است به طوری که دریافت‌کننده برای جلوگیری از آسیب مالی مجبور به از کار انداختن سیستم دورنگار خود شود. این کار شباهت زیادی به حملات انکار سرویس در سیستم‌های کامپیوتری دارد.